# Strade Bianche 2018
La Strade Bianche 2018, dodicesima edizione della corsa e valevole come quinta prova dell'UCI World Tour 2018, si è svolta il 3 marzo 2018 su un percorso di 184 km, con partenza e arrivo a Siena, in Italia. La vittoria fu appannaggio del belga Tiesj Benoot, il quale completò la gara in 5h03'33", alla media di 36,370 km/h, precedendo il francese Romain Bardet e il belga Wout Van Aert.
Sul traguardo di Siena 53 ciclisti, su 146 partenti, portarono a termine la competizione.

## Percorso
La gara prende il via dal piazzale della Libertà di Siena di fronte alla Fortezza Medicea, e si conclude come da tradizione in Piazza del Campo, per una distanza complessiva di 184 km. Sono 63 i chilometri di strade sterrate da affrontare, suddivisi in 11 settori. Il percorso è caratterizzato, oltre che dallo sterrato, da un tracciato molto ondulato e accidentato, caratterizzato da numerose curve e da una prima impegnativa ascesa con pendenze vicine al 10% all'interno del secondo tratto di sterrato. Poco più avanti un'impegnativa salita, su strada asfaltata, porta a Montalcino, presentando 4 km con una pendenza del 5%. L'ultimo tratto in sterrato, quello de Le Tolfe, si conclude a 12 km dall'arrivo. La corsa, tuttavia, prevede ancora una difficoltà altimetrica, spesso decisiva nel laureare il vincitore: a 2 km dal traguardo inizia la salita di Porta di Fontebranda, una rampa con pendenza media del 9-10% e massima del 16% in via di Santa Caterina, a 500 metri dallo striscione d'arrivo finale di Piazza del Campo.
Settori di strade bianche
| Settore Numero | Nome                                          | Chilometri         | Lunghezza (km) |
| -------------- | --------------------------------------------- | ------------------ | -------------- |
| 1              | Vidritta                                      | dal 17,6 al 19,7   | 2,1            |
| 2              | Bagnaia                                       | dal 25 al 30,8     | 5,8            |
| 3              | Radi                                          | dal 36,9 al 41,3   | 4,4            |
| 4              | La Piana                                      | dal 47,6 al 53,1   | 5,5            |
| 5              | Lucignano d'Asso                              | dal 75,8 al 87,7   | 11,9           |
| 6              | Pieve a Salti                                 | dal 88,7 al 96,7   | 8              |
| 7              | San Martino in Grania                         | dal 111,7 al 121,2 | 9,5            |
| 8              | Monte Sante Marie (settore Fabian Cancellara) | dal 130 al 141,5   | 11,5           |
| 9              | Monteaperti                                   | dal 160 al 160,8   | 0,8            |
| 10             | Colle Pinzuto                                 | dal 164,6 al 167   | 2,4            |
| 11             | Le Tolfe                                      | dal 171 al 172,1   | 1,1            |

## Squadre e corridori partecipanti
| N.      | Cod. | Squadra                     |
| ------- | ---- | --------------------------- |
| 1-7     | SKY  | Team Sky                    |
| 11-17   | ALM  | AG2R La Mondiale            |
| 21-27   | ANS  | Androni Giocattoli-Sidermec |
| 31-37   | AST  | Astana Pro Team             |
| 41-47   | TBM  | Bahrain-Merida              |
| 51-57   | BMC  | BMC Racing Team             |
| 61-67   | BOH  | Bora-Hansgrohe              |
| 71-77   | FDJ  | FDJ                         |
| 81-87   | LTS  | Lotto Soudal                |
| 91-97   | MTS  | Mitchelton-Scott            |
| 101-107 | MOV  | Movistar Team               |

| N.      | Cod. | Squadra                         |
| ------- | ---- | ------------------------------- |
| 111-117 | NIP  | Nippo-Vini Fantini-Europa Ovini |
| 121-127 | QST  | Quick-Step Floors               |
| 131-137 | DDD  | Team Dimension Data             |
| 141-147 | EFD  | Team EF Education First-Drapac  |
| 151-157 | TKA  | Team Katusha Alpecin            |
| 161-167 | TLJ  | Team Lotto NL-Jumbo             |
| 171-177 | SUN  | Team Sunweb                     |
| 181-187 | TFS  | Trek-Segafredo                  |
| 191-197 | UAD  | UAE Team Emirates               |
| 201-207 | VWC  | Veranda's Willems-Crelan        |

## Ordine d'arrivo (Top 10)
| Pos. | Corridore          | Squadra    | Tempo    |
| ---- | ------------------ | ---------- | -------- |
| 1    | Tiesj Benoot       | Lotto      | 5h03'33" |
| 2    | Romain Bardet      | AG2R       | a 39"    |
| 3    | Wout Van Aert      | Veranda's  | a 58"    |
| 4    | Alejandro Valverde | Movistar   | a 1'25"  |
| 5    | Giovanni Visconti  | Bahrain    | a 1'27"  |
| 6    | Robert Power       | Mitchelton | a 1'29"  |
| 7    | Zdeněk Štybar      | Quick-Step | a 1'42"  |
| 8    | Peter Sagan        | Bora       | a 2'08"  |
| 9    | Pieter Serry       | Quick-Step | a 2'11"  |
| 10   | Gregor Mühlberger  | Bora       | a 2'16"  |